# Casa Blanca (Pima selo)
Casa  Blanca, (tako nazvana zbog ruševine puebla u blizini; vidi Casa Montezuma). Selo Pima Indijanaca koje se sastojalo od oko 50 raštrkanih kuća na rijeci Gila u južnoj Arizoni. Imalo je 535 stanovnika 1858. i 315 1869. godine.
Va'-aki je Pima naziv u značenju 'ancient  house'. Va Vak (Stout u Ind. Aff. Rep. 1871, 59, 1872), vjerojatno je isto.